# هان سون هوا
هان سون هوا (به انگلیسی: Han Sun-hwa) (زاده ۶ اکتبر ۱۹۹۰) خواننده و بازیگر اهل کره جنوبی است.